# Opsidota albipilosa
Opsidota albipilosa är en skalbaggsart som beskrevs av Francis Polkinghorne Pascoe 1866. Opsidota albipilosa ingår i släktet Opsidota och familjen långhorningar. Inga underarter finns listade i Catalogue of Life.